# Lisa Appignanesi
Lisa Appignanesi (Łódź, Polònia, 4 de gener de 1946) és una escriptora, presidenta del PEN anglès i autora de Mad, Bad and Sad: A History of Women and the Mind Doctors from 1800 (Virago/Little Brown, 2008). És una de les figures més influents del món cultural britànic.

## Biografia i formació
La seva família es va traslladar aviat a París i el 1951 al Canadà. Va créixer a la província de Quebec i es graduà per la Universitat McGill amb una llicenciatura el 1966 i un màster l'any següent.

## Activitat professional
Durant els anys 1970-71 va ser escriptora del Centre for Community Research de la ciutat de Nova York i professora d'Estudis Europeus de la Universitat d'Essex. Va ser fundadora i directora editorial de la Writers and Readers Publishing Cooperative.
Durant deu anys ha estat subdirectora de l'Institute of Contemporary Art de Londres, on viu. Ha publicat onze novel·les, entre les quals destaca The Memory Man (2005). Les seves obres de no ficció inclouen Freud's Women (amb John Forrester, 2005), Simone de Beauvoir (2005), Los Muertos perdidos: Una memoria de familia (2007) i Mad, Bad and Sad: A History of Women and the Mind Doctors from 1800 (2008). Ha estat comentarista cultural dels diaris The Guardian i The Independent, i col·labora habitualment a la BBC. Va produir diverses pel·lícules per a televisió i havia escrit diversos llibres abans de dedicar-se a escriure a temps complet el 1990.
El 2004 es va convertir en vicepresidenta del PEN Club anglès, i el 2008, en la presidenta. I entremig va dur a terme la campanya de gran èxit "Free Expression is No Offense Campaign" contra el Projecte de llei sobre l'odi racial i religiós. Escriu per a The Guardian i The Independent, com a comentarista cultural i ha realitzat diverses sèries per a BBC Radio 4. Ha estat guardonada amb la distinció de l'Orde de les Arts i les Lletres del govern francès.

## Vida personal
El 1967 es va casar amb Richard Appignanesi, un altre escriptor, amb qui va tenir un fill el 1975, Josh Appignanesi, director de cinema. Es van divorciar el 1984. Amb el seu company de vida, John Forrester, tenia una filla, Katrina Forrester, investigadora en la història del pensament polític modern al St John's College, Cambridge.